# Kirkuk University
Kirkuk University är ett universitet i Irak.   Det ligger i distriktet Kirkuk District och provinsen Kirkuk, i den norra delen av landet, 230 km norr om huvudstaden Bagdad.